# Terpes
Terpes község Heves vármegye Pétervásárai járásában. 220 hektáros kiterjedésével a vármegye legkisebb közigazgatási területű települése.

## Fekvése
A vármegye északi-középső részén fekszik, a Tarna völgyében, Pétervásárától mintegy 8 kilométerre délkeletre.
Mindössze három környező településsel határos: északkelet felől Bükkszékkel, dél felől Szajlával, északnyugat felől pedig Kisfüzessel. Lakott területe Szajla-Újteleppel teljesen összenőtt.

### Megközelítése
Csak közúton közelíthető meg, a 23-as főútról (Pétervásárán át) és a 24-es főút felől (Siroknál letérve, Szajla-Újtelep érintésével) egyaránt a 2412-es úton. Határszélét érinti még a Bükkszékre vezető 24 123-as út is.

## Története
Határában vandál temetőt tártak fel. 1409-ben Trebes, 1466-ban Therpes névalakban említik az oklevelek. A Terpesi család birtokolta, de ennek kihaltával 1462-ben Mátyás király Besenyey Mihály alnádornak adományozta. 1546-ban elpusztult és puszta maradt 1714-ig.
1663-ban a Turcsányi család zálogba vette Besenyey Mihálytól a puszta egy részét 1741-től az Orczy család lett a birtokos, aki Kishont vármegyei birtokáról népesítette be a pusztát
A háztartások száma 1720-ban 9, 1735-ben 11, 1770-ben 16 volt. Az 1771-es úrbérrendezéskor 12 telkes jobbágy (6 3/4 telek) 4 házas és 1 hazátlan zsellér élt a faluban. 1836-ban ugyanannyi telken 10 jobbágy és 4 házas zsellér lakott. 1786-ban 26 házban 36 család, 1851-ben 40 házban 49 család élt.
A XVIII. század végén a település jelenlegi helyétől nyugatra, a Tarna folyó és a pétervásári országút kőzött húzódott. (Jos. Aufnahme.) A hagyomány szerint ebben az időben az országút mellékén nem lakóudvarok, hanem szérűskertek voltak. (“szérő”) amelyek nem függtek össze a lakótelkekkel. Néhány kertben istálló és “toló” állt, ide tolták be nyomtatáskor a búzát, ha esni kezdett az eső. Itt álltak a szalmakazlak is; a szalmát kasokban hordták össze a faliba.
A Tarna egyik nagy áradása utánra, a néphagyomány 1870-re teszi a Falu átköltözésének időpontját amikor a házak legnagyobb része elpusztult és az újakat már a jelenlegi faluhelyen, az országút mellett építették fel. A régi szálláshelyeken már csak néhány ház áll. A településtörténet e két fázisát különbözteti meg a falu azzal, hogy a régi utcát a Tarna mellett Belső sornak (Rákóczi utca) nevezi.
A középtájon emelkedő templom a falut Alvégre és Felvégre osztja; kisebb részelnevezések még az országúttól keletre a Kertek felnek, nyugatra pedig a Kertek alja. 1945 után a település az országúttól nyugatra eső területen fejlődött tovább, a faluközponttól délre- Minthogy itt Szajla község határa csaknem Terpes belterületeivel érintkezik, és Szajla 1945 után főleg erre terjeszkedett, a két falu ezen a részen teljesen összeépült.
A telkek formája az úttól keletre szalagtelek, a régi faluhelyen többségében táblatelek. A telkek beépítése inkább soros elrendezésű, néha több lakóházzal, de van példa a csoportos elrendezésre is.
1900-ban a színmagyar község 420 lakossal számolt. A XX. század első felében a Mátra hegység alatt elterülő Terpes kisközség a pétervásárai járásban. 89 lakóházából 69 kőalappal készült a többi tiszta vályogból. Lakóinak száma 369 fő, 1920-1930 között 66 személlyel gyarapodtak. 1 evangélikus és 2 görögkatolikus vallású kivételével római katolikusok lakták. Fiókegyházuk Sirok filiája, mely az egri érsekséghez tartozott. A tankötelesek oktatását egy tanító végezte a római katolikus elemi iskolában és általános továbbképzőben. Levente Egyesület, Polgári Lövészegylet alakult a községben.
1930-ban a lakosság közül 320-an éltek őstermelésből; önálló gazda volt 40, családtagjaik száma 141, mezőgazdasági cseléd 9 fő és mezőgazdasági munkás 130 fő. Élt még a községben 9 iparos, 8 kereskedő, 3 közszolgálati alkalmazott 6 nyugdíjas és 2 házicseléd.
Terpes határa 379 holdat tett ki. Művelésük szerint szántó 217, kert 8, rét 67, legelő 59 és terméketlen terület 28 k. holt volt E terület birtok szerint megoszlott 84 törpebirtokra 162 holddal és két középbirtok volt, 218 hold területtel, 20 holdon felüli birtokosok 5-en voltak a községben.
A község jellege: országút mentén húzódó falu, középtájon templommal, mely a falut alvégre és felvégre osztja. 1945 után Terpes az országúttól nyugatra eső területen fejlődött tovább, s minthogy itt található Szajla község határa, a két település ezen a részen gyakorlatilag összeépült
Terpes mai faluképében a hagyományos népi építkezési stílus nem jelentős. Az 1962., 1968. évi felvétel mindössze két lakóházat sorolt fel.: az Arany J. u.4. és a Deák F. u. 2. számú lakóházat.
Terpes nevét 1409-ben, majd 1410-ben Trebes, 1466-ban Therpes néven említik az oklevelek, ekkor a Besenyei család volt a birtokosa. 1465-ben Tari György birtoka volt, aki mivel fiú örököse nem született, végrendeletileg Országh Mihály nádornak és Kompolthi János fiainak: Miklósnak és Venczelnek hagyományozza.
1475. május 24-én Mátyás király e birtokra adománylevelet állított ki Országh Mihály nádornak és Kompolthi Jánosnak. Országh Mihály négy fia és Kompolthi János fiai: Kompolthi Zsigmond és Ferencz között 1522-ben kötött örökösödési szerződés értelmében, a Kompolthi család kihaltával, az Országh családra szállott.
1546 évi adóösszeírásban neve már nem fordult elő.
Az 1693-as összeírásban Terebes néven említették, ekkor Szalay Pál birtoka volt. 1741-ben báró Orczy István birtoka, a. A 19. század első felében báró Orczyné, született gróf Pejachevich Francziska birtoka volt.
1910-ben 400 magyar lakosából 399 római katolikus volt.
A 20. század elején Heves vármegye Pétervásári járásához tartozott.

## Közélete

### Polgármesterei
| Polgármester | Polgármester        | Polgármester | Megjegyzés |
| ------------ | ------------------- | ------------ | ---------- |
| 1990–1994    | Sály István         | független    |            |
| 1994–1998    | Sály István         | független    |            |
| 1998–2002    | Sály István         | független    |            |
| 2002–2006    | Sály István         | független    |            |
| 2006–2010    | Zvaráné Béres Mária | független    |            |
| 2010–2014    | Zvaráné Béres Mária | független    |            |
| 2014–2019    | Zvaráné Béres Mária | független    |            |
| 2019–2024    | Bujáki Ferenc       | független    |            |
| 2024–        | Bujáki Ferenc       | független    |            |

## Népesség
A település népességének változása:
| Lakosok száma | 200  | 197  | 212  | 202  | 214  | 202  | 209  |
|               | 2013 | 2014 | 2015 | 2021 | 2022 | 2023 | 2024 |

2001-ben a település lakosságának 69%-a magyar, 31%-a cigány nemzetiségűnek vallotta magát.
A 2011-es népszámlálás során a lakosok 95,5%-a magyarnak, 42% cigánynak, 0,4% németnek, 4% románnak, 0,4% szlováknak mondta magát (4,5% nem nyilatkozott; a kettős identitások miatt a végösszeg nagyobb lehet 100%-nál). A vallási megoszlás a következő volt: római katolikus 80,4%, református 2,2%, evangélikus 0,4%, görögkatolikus 0,4%, felekezeten kívüli 4% (10,7% nem nyilatkozott).
2022-ben a lakosság 93,5%-a vallotta magát magyarnak, 35% cigánynak, 0,5% románnak, 1,4% egyéb, nem hazai nemzetiségűnek (6,5% nem nyilatkozott; a kettős identitások miatt a végösszeg nagyobb lehet 100%-nál). Vallásuk szerint 45,3% volt római katolikus, 1,4% református, 0,5% evangélikus, 0,5% izraelita, 1,9% egyéb keresztény, 17,8% felekezeten kívüli (32,7% nem válaszolt).

## Nevezetességei
- Római katolikus templomai

A terpesiek újonnan épült kápolnáját  1732-ben említik először. 1874-ben Csepcsányi István parádi kőművesmesterrel meg akarták hosszabbíttatni és emeltetni a templomot, de az érsek csak a tető helyreállítását engedélyezte.
A falu közepén, lejtős, mélyebb helyen, fallal körülvett kertben álló, egyszerű falusias építmény.
Kívül oromzatos, ajtó nélküli homlokzatán fönt szegmentíves, veretsarkos ablak. Ormán huszártorony. A jobb oldali homlokzatán az előzőkhöz hasonló négy ablak, kosáríves szentélyzáródás. Bal oldalon sátortetős sekrestyeépítmény, két törtíves, veretsarkos hajóablak és egyenes záródású, szalagkeretes kapu. Zárköve helyén hétágú csillag. Alacsony lábazat, párkány nélküli cseréptető.
Egyszerű, téglalap alaprajzú síkmennyezetes tér. Félkörös diadalív, lépcsővel emelt szentélye kosárívvel zárul. Fakarzatát egyetlen faoszlop tartja.
Titulusa: Szent Lőrinc
A templom veszélyessé vált, ezért az egyházközség a régi községházát átalakítva egy új templomot épített a régi mellé, amelynek ugyancsak Szent Lőrinc a titulusa (2012).